# Симович, Милош
Милош Симович (серб. Милош Симовић, родился 5 июля 1979 года в Белграде) — сербский преступник, член Земунской преступной группировки, один из организаторов убийства Зорана Джинджича.

## Биография
С молодости состоял в Земунской преступной группировке (Земунском клане) вместе со своим братом Александром. Полицией обвинялся в серии убийств, похищении людей и террористической деятельности, в том числе и взрыве в здании автосервиса «Аца» и газеты «Дан». Среди убитых Симовичем — нови-садский предприниматель Бранислав «Дуги» Лаинович.
Милош Симович испытывал политическую неприязнь к премьер-министру Зорану Джинджичу. 12 марта 2003 года группа заговорщиков организовала покушение на Джинджича, закончившееся смертью премьер-министра. Симович докладывал сообщникам информацию о передвижении кортежа Джинжича, а информацию ему передавал сотрудник Службы государственной безопасности Сербии Бранислав Безаревич. Симович был объявлен в розыск полицией, но к моменту начала суда по делу об убийстве Джинджича не был пойман. Обвинялся также в убийстве Зорана Вукоевича, одного из свидетелей гибели Зорана Джинджича. Заочно приговорён 23 мая 2007 года к 30 годам лишения свободы, 18 января 2008 года также заочно получил отдельный срок в 40 лет тюрьмы за серию убийств, похищений людей и терроризм.
Милош Симович отрицал вину в совершённых им преступлениях, за что неоднократно обвинялся бывшими сообщниками из Земунского клана во лжи. 10 июня 2010 года он был арестован на сербской границе при попытке ввоза контрабандной продукции. В 2014 году по видеоконференции Симович выступал в суде Мадрида по делу об убийстве Милана Юришича.